# Чарлз Куинтън Браун
Чарлз Куинтън Браун (на английски: Charles Quinton Brown) е американски генерал.
Роден е през 1962 година в Сан Антонио в афроамериканско семейство на офицер. През 1984 година завършва строително инженерство в Тексаския технически университет, след което постъпва във Военновъздушните сили и става пилот на F-16. През 1994 година защитава магистратура по въздухоплавателни науки във Въздухоплавателния университет „Ембри-Ридъл“ в Дейтона Бийч, след което заема различни щабни и командни длъжности. От 2018 до 2020 година е командващ Тихоокеанските военновъздушни сили, а от 2020 година е началник-щаб на Военновъздушните сили на Съединените щати.